# Stavar den store
Stavar den store är en person som förekommer i gotländska sägner. 
Enligt en sägen som ännu berättas i Burs och Rone skall vikingahövdingen, Store Stavar, ha blivit överfallen av norrmän vid Bandelundaviken, men klarat sig där genom att gå in mot land. Norrmännen hade sedan landstigit i Grötlingbo (13 km söderut) och landvägen gått till Stavgard i Burs. Stavar och hans män hade sedan drivit norrmännen före sig till Grötlingbo där det avgörande slaget stått på Sandesrum varvid alla gutar stupat. Norrmännen sökte sedan Stavars nedgrävda skatt, men fann den ej. Skatten skulle bestå av tre hästlass = så mycket som tre hästar orkade bära.
Denna sägen har kopplats till fornisländska berättelser. Snorre Sturlasson säger således  att den norske vikingahövdingen, Erik Jarl, vilken hade mycket folk som blivit landsflyktiga för konung Olav Trygvasson, härjade på Gotland och låg i lurpass på handelsmän och vikingar. Detta gör möjligen Stavar till en historisk person. Namnet "Stavar" är dock en efterbildning av ”Stavgard” som är det ord man på vikingatiden använde om ett gudatempel. Det förekommer inte som fornnordiskt personnamn. Om Stavar funnits på riktigt har han således burit ett helt annat namn.
Enligt en lokal historia från Burs skall Stavar ha fortsatt vaka över sin skatt och någon gång på 1800-talet lär följande ha utspelat sig: 
“Häffindsbonden var sent en kväll på väg hem från ett kalas i granngården Vanges. Han var ganska drucken och trött och önskade för sig själv att det skulle komma någon som kunde erbjuda honom skjuts. Rätt som det var dök det upp en vagn på vägen. Den var svart och drogs av ett par svarta hästar. Skjutsen stannade vid Häffindsbonden och mannen som körde frågade Häffindsbonden om han önskade skjuts hem. Bonden tyckte nog att det var något konstigt med skjutsen, men tackade ändå ja och tog sig upp i vagnen. Väl i vagnen frågade bonden vem det var han åkte med och då svarade mannen: " Jag är Stavar den store, och jag tänker ta med mig dig till min skatt som jag har nedgrävd vid min gamla gård Stavgard. Jag har nu vaktat den under så många århundraden och jag är trött och tänker ge skatten till dig” Bonden blev något förskrämd, men ändå värre blev det när skjutsen steg upp över och det d esom eld av hästarnas hovar. I ett huj var skjutsen framme och Stavar och bonden steg ur. Stavar knackade tre gånger med en käpp på en sten och den öppnade sig och visade tre krukor med silver. Bonden var helt förskrämd och sade: "Detta kan jag inte ta emot, men kanske mina barnbarns barnbarn." Bonden fick några mynt av Stavar som sedan försvann och det blev alldeles mörkt.Bonden försökte ta sig hem och fann en brya och då förstod han att han var på sina egna ägor. Efter denna upplevelsen blev Häffindsbonden aldrig riktigt sig själv igen."
Stavar förekommer även i en ramsa som ännu berättades för barn i Burs i början på 1900-talet för att de skulle vara snälla: 
"När Glävar, Vangar och Stavar seglar österut och säljer slavar, då kan de ta dig med om du inte är snäll." Möjligen har Stavar varit en vikingatida slavhandlare.